# Insurekcja (miesięcznik)
Insurekcja – miesięcznik konspiracyjny, wojskowe pismo szkoleniowe przeznaczone dla kadry oficerskiej, wydawane podczas okupacji niemieckiej w okresie od stycznia 1941 roku do lipca 1944 roku w Warszawie przez Wydział Redakcji Fachowych Pism Wojskowych Biura Informacji i Propagandy Komendy Głównej Związku Walki Zbrojnej-Armii Krajowej.

## Historia
„Insurekcja” była wojskowym pismem szkoleniowym, dostosowanym do warunków konspiracyjnych, o charakterze wychowawczo-szkoleniowym. Była obowiązkowo kolportowana wśród kadry AK od stopnia dowódcy plutonu wzwyż (zastępowała rozkazy dla oddziałów), również – w miarę możliwości – poza własną organizacją. Zawierała artykuły moralno-propagandowe, teoretyczno‐wojskowe i historyczno‐wojskowe, również recenzje. Łącznie ukazało się 38 numerów, w tym w 1941 roku – 12 (1–12), w 1942 – 9 (13–21), w 1943 – 12 (22–33) i w 1944 roku – 6 (34–38).
Pierwszym redaktorem naczelnym „Insurekcji” był płk Jan Rzepecki. Od stycznia 1942 roku do lipca 1944 roku redaktorem naczelnym miesięcznika był ppłk Mieczysław Biernacki, kierownik Wydziału Redakcji Fachowych Pism Wojskowych (o kryptonimach liczbowych: „168”, „258”, „368”, „508”, „668”) Biura Informacji i Propagandy Komendy Głównej Związku Walki Zbrojnej-Armii Krajowej.

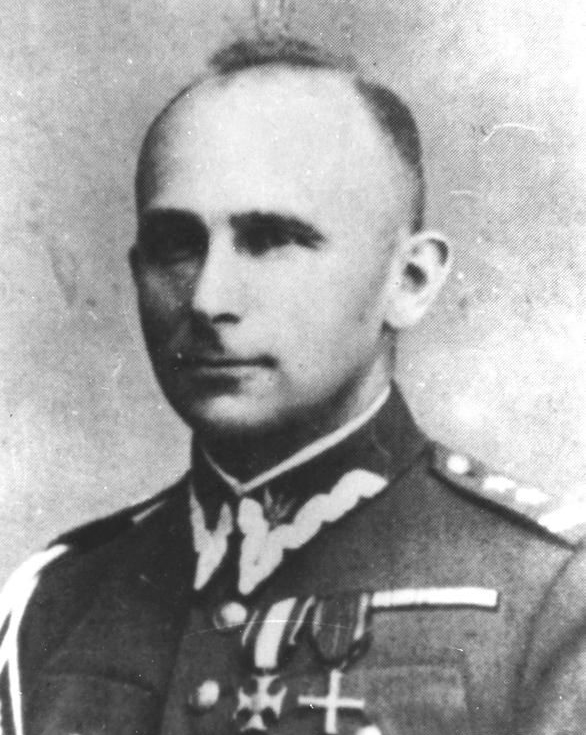
Płk Jan Rzepecki, pierwszy redaktor naczelny „Insurekcji”